# Славно (Мазовецьке воєводство)
Славно (пол. Sławno) — село в Польщі, у гміні Волянув Радомського повіту Мазовецького воєводства.
Населення — 630 осіб (2011).
У 1975-1998 роках село належало до Радомського воєводства.

## Демографія
Демографічна структура станом на 31 березня 2011 року:
|          | Загалом | Допрацездатний вік | Працездатний вік | Постпрацездатний вік |
| -------- | ------- | ------------------ | ---------------- | -------------------- |
| Чоловіки | 319     | 71                 | 227              | 21                   |
| Жінки    | 311     | 72                 | 191              | 48                   |
| Разом    | 630     | 143                | 418              | 69                   |